# Hamagina spinigera
Hamagina spinigera är en insektsart som beskrevs av Dietrich och Dmitry A. Dmitriev 2006. Hamagina spinigera ingår i släktet Hamagina och familjen dvärgstritar. Inga underarter finns listade i Catalogue of Life.